# The Chisel
The Chisel és un grup de punk rock anglès format a Londres l'any 2020 pels antics membres d'Arms Race: Nicholas Sarnella, Charlie «Chubby Charles» Manning-Walker i Cal Graham. Ha estat considerat per Maximum Rocknroll com un dels grups capdavanters de «la nova onada d'oi!».

## Història
The Chisel es va formar a principis de 2020 a Londres quan Nicholas Sarnella, cantant d'Arms Race, i Cal Graham, van parlar de formar un nou grup junts, encara que sense cap estil particular en ment. Un cop es va començar a concretar aquesta proposta, la parella va reclutar el guitarrista d'Arms Race Charlie «Chubby Charles» Manning-Walker. Aquest trio va gravar l'EP Deconstructive Surgery (2020) amb Manning-Walker a la guitarra, Sarnella a la bateria i Graham a la veu, abans de fitxar el baixista Tom Ellis i el segon guitarrista Luke Younger. El 15 de gener de 2021 van publicar el seu segon EP Come See Me / Not The Only One, i el 5 de març de 2021 el seu tercer EP Enough Said.
L'agost de 2022 The Chisel va fer una gira europea com a teloners de Circle Jerks. El 28 de novembre de 2022 va publicar un EP compartit amb el grup mexicà de street punk Mess. El 6 d'abril de 2023 va anunciar que havien signat amb Pure Noise Records, amb qui el 26 d'abril va publicar el seu primer l'àlbum Retaliation. El 6 de maig de 2023 The Chisel va publicar el senzill «Cry Your Eyes Out». Del 19 al 27 de maig va fer de teloners de The Chats en la seva gira pel Regne Unit. Del 28 de maig al 12 de juny va fer de teloners de GBH en la seva gira pels Estats Units d'Amèrica. El grup va aparèixer a l'àlbum recopilatori Dead Formats Volume 2 de Pure Noise Records, on va contribuir amb una versió de la cançó d'Elton John de 1973 «Saturday Night's Alright for Fighting».

## Estil musical
Els crítics han categoritzat la música de The Chisel com a punk rock, oi!, street punk i hardcore punk, incorporant elements de pub rock, anarco-punk, UK82 folk i rock and roll. La seva música sovint és ràpida i agressiva alhora que melòdica. Les lletres de Cal Graham tracten temes com la lluita de classes, amb la veu mostrant el seu accent de Lancashire, i fent ús d'harmòniques i pianos en algunes cançons.
Han citat influències com ara Angelic Upstarts, Conflict, The Exploited, The Partisans, Ramones, The Replacements i Leatherface.

## Discografia
Àlbums d'estudi
- Retaliation (2022)
- What a Fucking Nightmare (2024)

EP
- Deconstructive Surgery (2020)
- Come See Me / Not The Only One (2021)
- Enough Said (2021)
- Mess / The Chisel (2022, compartit amb Mess)